# 中井村 (岡山県)
中井村（なかいそん）は、かつて岡山県上房郡にあった村。現在の高梁市中井町西方および津々にあたる。
西方は儒家・陽明学者山田方谷の生誕地である。

## 歴史
- 昭和30年（1955年）2月1日 - 高梁市に合併し、中井村は消滅。

## 地勢
- 高梁川

## 交通
- 国鉄伯備線・方谷駅
  - 名前の由来は山田方谷から[1]。自宅、長瀬塾跡に建っている。